# كين تاكاكورا
كين تاكاكورا (باليابانية: 高倉健) هو مغني وممثل ياباني، ولد في 16 فبراير 1931 في اليابان، وتوفي بنفس المكان في 10 نوفمبر 2014. من الجوائز التي نالها وسام الثقافة سنة 2013 وجائزة  كيكوتشي كان ‏ سنة 2012 وصاحب الاستحقاق الثقافي ‏ سنة 2006.

## جوائز
- وسام الثقافة (2013)
- جائزة  كيكوتشي كان [الإنجليزية]‏ (2012)
- صاحب الاستحقاق الثقافي [الإنجليزية]‏ (2006)

## وصلات خارجية
- كين تاكاكورا على موقع IMDb (الإنجليزية)
- كين تاكاكورا على موقع روتن توميتوز (الإنجليزية)
- كين تاكاكورا على موقع قاعدة بيانات الأفلام العربية
- كين تاكاكورا على موقع ألو سيني (الفرنسية)
- كين تاكاكورا على موقع ميوزك برينز (الإنجليزية)
- كين تاكاكورا على موقع أول موفي (الإنجليزية)
- كين تاكاكورا على موقع قاعدة بيانات الأفلام السويدية (السويدية)
- كين تاكاكورا على موقع ديسكوغز (الإنجليزية)
- كين تاكاكورا على موقع قاعدة بيانات الفيلم (الإنجليزية)
- كين تاكاكورا على موقع كينوبويسك (الروسية)